# Kržeti
Kržeti este o localitate din comuna Sodražica, Slovenia, cu o populație de 55 de locuitori.